# 多尔切多
多尔切多（義大利語：Dolcedo），是意大利因佩里亚省的一个市镇。总面积19.32平方公里，人口1461人，人口密度75.6人/平方公里（2009年）。ISTAT代码为008030。